# Withalsmierklauwier
De withalsmierklauwier (Thamnophilus bernardi; synoniem: Sakesphorus bernardi) is een zangvogel uit de familie Thamnophilidae (miervogels).

## Verspreiding en leefgebied
Deze soort komt voor in Ecuador en Peru en telt twee ondersoorten:
- T. b. bernardi: westelijk Ecuador en noordwestelijk Peru.
- T. b. shumbae: noordelijk-centraal Peru.